# (4153) Roburnham
(4153) Roburnham es un asteroide perteneciente al cinturón de asteroides, descubierto el 14 de mayo de 1985 por Carolyn Shoemaker desde el Observatorio del Monte Palomar, Estados Unidos.

## Designación y nombre
Designado provisionalmente como 1985 JT1. Fue nombrado Roburnham en honor al escritor sobre tema científico y divulgador inglés Robert Burnham, editor de la revista "Astronomy".